# Maesa fruticosa
Maesa fruticosa är en viveväxtart som beskrevs av L. S. Gibbs. Maesa fruticosa ingår i släktet Maesa och familjen viveväxter. Inga underarter finns listade i Catalogue of Life.